# Deva (Gott)

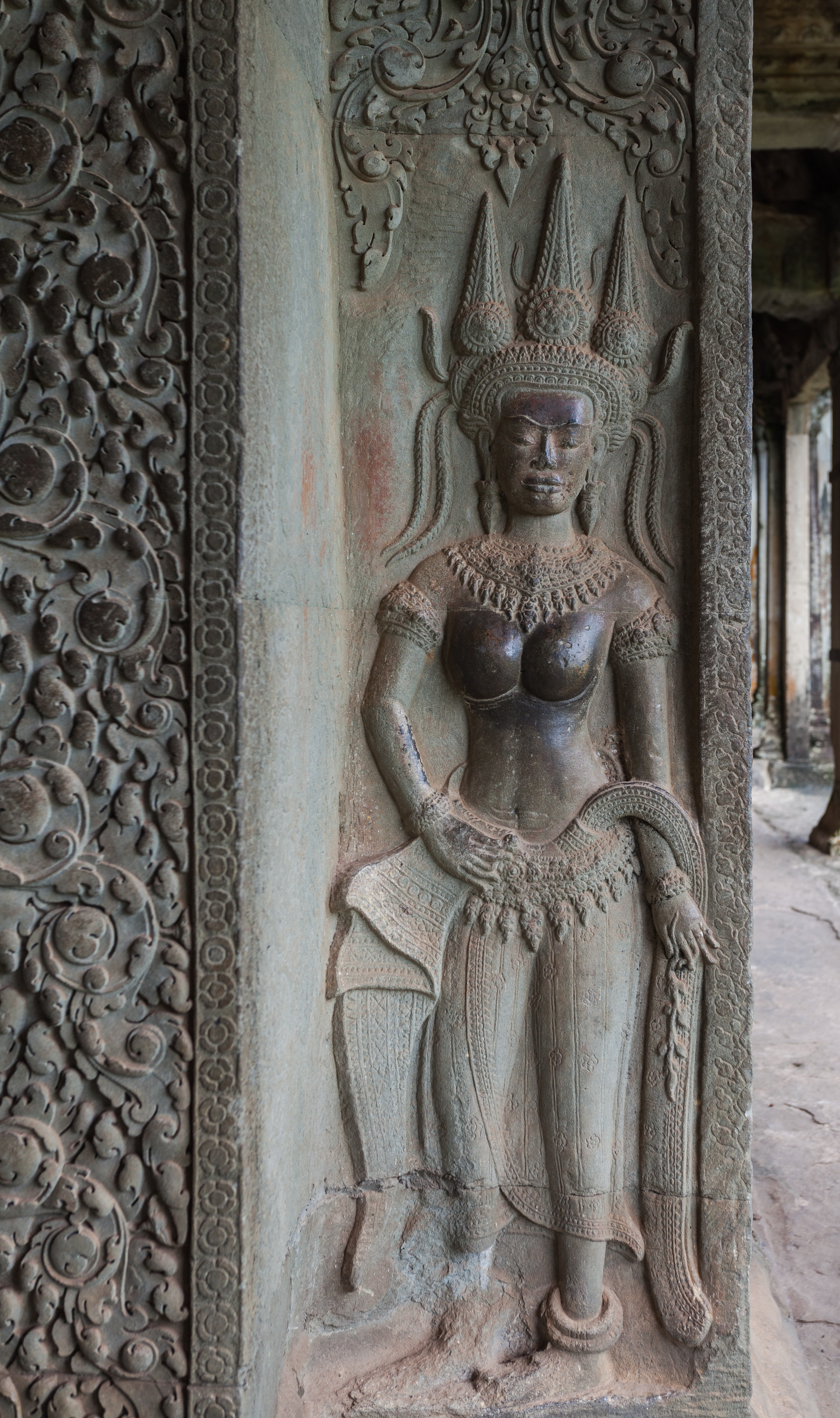
Devi in Angkor Wat, Kambodscha

Deva (Sanskrit देव deva) ist eine indische Bezeichnung für Götter, die speziell weibliche Form ist Devi. Sie befinden sich auf höheren Ebenen als die Menschen. Deva kann mit „Götter“, „Halbgötter“ oder auch „überirdische Wesen“ übersetzt werden. Im engeren Sinne stehen sie für die vedischen Götter, die vor allem in der vedischen Zeit, d. h. vor dem klassischen Hinduismus, verehrt wurden, und deren Mythologie und Verehrungsriten in den vedischen Hymnen des Rigveda (ca. 1500 v. Chr.), Yajurveda, Samaveda und Atharvaveda sowie der dazugehörigen Kommentar- und Ritualliteratur der Brahmanas überliefert wurden.
Als Himmlische stehen sie nicht außerhalb des Kreislaufs der Wiedergeburten (Samsara), sondern sind darin integriert. Sie spielen im Hinduismus, Buddhismus und Jainismus eine Rolle.
Das Wort entspringt derselben indogermanischen Wortwurzel wie lateinisch deus (Gott), altgriechisch Zeus und germanisch Ziu oder Tyr.

## Vedische Götter
Die vedischen Götter und Göttinnen hatten große strukturelle Ähnlichkeit mit Gottheiten der übrigen indoeuropäischen Religionen bzw. Kulturen. Es handelte sich bei den vedischen Göttern zu einem großen Teil um Naturgewalten und -erscheinungen wie Sonne, Wind oder Himmel und Erde, die als Götter und Göttinnen verehrt wurden, und um deren Gunst durch das Darbringen von Opfern (Yajna; Sanskrit: यज्ञ yajña m.) gebeten wurde. Oberster Gott war Indra, weitere waren der Feuergott Agni, der Sonnengott Surya, der Mondgott Soma, der auch den gleichnamigen Rauschtrank Soma der vedischen Dichter benannte, der Windgott Vayu, der Vater des Himmels Dyaus Pita, die Mutter Erde Prithivi, der Meeresgott Varuna sowie Ushas, die Göttin der Morgenröte. Weniger konkrete Konzepte verkörpern den Totengott Yama, die beiden als göttliche Heiler verehrten Ashvins, die Göttermutter Aditi sowie Nirriti, das personifizierte Verderben.
Die ursprünglichen vedischen Gottheiten machten, so sie noch bedeutsam sind, allesamt einen Veränderungsprozess mit, die meisten aber sind im Laufe der Entwicklung mehr und mehr in Vergessenheit geraten. An ihre Stelle traten die neuen hinduistischen Hochgötter Brahma, Vishnu und Shiva und deren Gemahlinnen Sarasvati, Lakshmi und Parvati sowie deren verschiedenen Erscheinungsformen wie Durga und Kali.

## Hinduistische Götter
Die bekanntesten Erscheinungsformen von Ishvara sind die Trias Brahma, Vishnu und Shiva. Sie bildet eine Trinität (Trimurti), also Dreieinigkeit: Brahma erschafft das Universum, Vishnu erhält es, Shiva zerstört bzw. transformiert es, um es von Bösem zu befreien. Sarasvati die Frau des Gottes Brahma wurde zur Mutter der Schöpfung, sie ist aber auch die Göttin des Wissens und des Lernens. Lakshmi wird als Glücksgöttin bezeichnet und ist die Gemahlin Vishnus. Sie ist die Kraft, die die Schöpfung erhält. Parvati, die Gütige ist die Gefährtin Shivas. Sie gilt als die gütige Mutter, kann jedoch auch als rächende Göttin Kali oder Durga auftreten, um das Böse zu bekämpfen.
Zu den niederen Göttern zählen Apsaras, Gandharvas, Yakshas, Maruts und Vidyadharas, dagegen beinhalten die Begriffe Ishvara oder Narayana eine höhere Vorstellung von Gott.
Der Begriff kann wie folgt verwendet werden:
- adjektivisch: im Sinne von „göttlich“, „himmlisch“, „leuchtend“, „dem Licht zugewandt“
- substantivisch: im Sinne von „gottgeweihter Mensch“ oder „göttliche Wesenheit“ der höheren Dimensionen, Gegenspieler der Asuras (Dämonen).

Deva ist auch eine Beifügung zum Namen Erleuchteter, die das im Yoga-Weg angestrebte göttliche Bewusstsein erreicht haben. Das Wort ist auch Anrede für Könige („Majestät“). Das Femininwort ist Devi und kann entweder die Göttin als Manifestation des Höchsten bezeichnen oder ist die ehrenvolle Anrede einer Frau.

## Buddhismus
Im Buddhismus werden die Devas als „Himmelswesen“ oder „Götter“ bezeichnet. Sie leben in den Sechs Daseinsbereichen in einer „glücklichen Sphäre“, sind aber – anders als Buddha selbst – genauso wie die Menschen dem Kreislauf des Geborenwerdens, Alterns und Sterbens unterworfen.